# Kakrasiär
Kakrasiär (alternativt Kakralaid eller Kakrasaar) är en långsmal ö i sydvästra Estland. Den tillhör Kynö kommun i landskapet Pärnumaa, 150 km söder om huvudstaden Tallinn. Ön har formen som ett ovanvattensrev, utgår från Kynös nordöstra kust och sträcker sig 2,5 km (inklusive undervattensrevet 4,3 km) ut i Kihnu väin (Kynö sund) som skiljer Kynö från Mannö och estländska fastlandet. Ön är mycket platt och dess högsta höjd ligger knappt en meter ovan havsnivån. Arean varierar med vattenståndet men är omkring 0,02 kvadratkilometer.